# Nueva Carrara
Cet article possède un paronyme, voir Carrara.
Nueva Carrara est une ville de l'Uruguay située dans le département de Maldonado.

## Population
| Année | Population |
| ----- | ---------- |
| 1963  | 282        |
| 1975  | 65         |
| 1985  | 173        |
| 1996  | 147        |
| 2004  | 118        |
| 2011  | 156        |

,